# 謝法成
謝法成（?—?），唐朝牂柯謝蛮首领。
他是漢朝牂柯大姓謝氏的後裔，從晉朝謝恕之後，雄踞一方，世代為酋長。唐高祖武德四年（621年）謝法成歸附唐朝，被李淵任命為矩州刺史，史稱矩州谢。唐高宗龙朔三年（663年），智州刺史谢法成招慰生獠昆明、北楼等七千余户，以旧唐林州地安置。后設福祿州。境内主要有布依族、苗族等民族之先民居住。